# ماريوس بروبست
ماريوس بروبست (بالألمانية: Marius Probst)‏ هو منافس ألعاب قوى ألماني، ولد في 20 أغسطس 1995 في هيرنه في ألمانيا.

## وصلات خارجية
- ماريوس بروبست على موقع الاتحاد الدولي لألعاب القوى (الإنجليزية)
- ماريوس بروبست على موقع الاتحاد الألماني لألعاب القوى (الألمانية)